# Lev Zakharovich Mekhlis
Lev Zakharovich Mekhlis (tiếng Nga: Лев Захарович Мехлис, 1 (13) tháng 1 năm 1889, Odessa - 13 tháng 2 năm 1953, Moskva) là một chính trị gia Liên Xô. Ông là Ủy viên Ban chấp hành Trung ương Đảng Cộng sản Liên Xô khóa VII, là thành viên của Xô Viết Tối cao Liên Xô khóa I-II, Ủy viên dự khuyết của Trung ương Đảng Cộng sản Liên Xô (b) (1934-1937), Ủy viên Trung ương Đàng cộng sản Liên Xô (b) (1937-1953), thành viên của Ban tổ chức Trung ương Đảng Cộng sản Liên Xô (b) (1938-1952). Ông đạt được học vị Tiến sĩ Khoa học vào năm 1935.
Trong Cuộc chiến tranh vệ quốc vĩ đại (1941-1945), Mekhlis từng giữ vai trò chính ủy của một số phương diện quân và kết thúc chiến tranh với quân hàm Thượng tướng. Tuy nhiên, theo sự đánh giá của các nhà nghiên cứu, sự lộng quyền và kém khả năng của Mekhlis đã dẫn đến một số thất bại không đáng có của quân Liên Xô, tỉ như thảm họa của Phương diện quân Krym trong trận bán đảo Kerch (1942).

## Xuất thân
Mekhlis sinh ngày 1 tháng 1 (13 tháng 1 theo lịch mới) năm 1889 trong một gia đình người Do Thái sống tại Odessa. Ông học hết lớp 6 trong một trường tư dành cho người Do Thái. Từ năm 1904 đến 1911, ông hành nghề thư ký và gia sư. Từ năm 1907 đến 1910, ông tham gia Đảng Công nhân Zion (Poale Zion), một tổ chức chính trị theo chủ nghĩa Mác của người Do Thái. Năm 1911, Mekhlis nhập ngũ và phục vụ trong Lữ đoàn lựu pháo số 2. Năm 1912 ông được thăng hàm Hạ sĩ pháo binh (Бомбардир) và sau đó được thăng hàm Trung sĩ pháo binh (Фейерверкер). Mekhlis phục vụ trong quân đội Nga hoàng cho đến năm 1917.

## Thăng tiến trước chiến tranh
Năm 1918, Mekhlis gia nhập Đảng Cộng sản, và đến năm 1920, ông phục vụ trong Hồng quân công nông, khởi đầu với vai trò chính ủy sư đoàn bộ binh số 46, cấp bậc Chính ủy lữ đoàn (Бригадный комиссар), tương đương Đại tá. Trong các năm 1921-1922, ông làm công tác thanh tra trong Ban thanh tra của Dân ủy Công nông do Dân ủy I. V. Stalin đứng đầu. Từ năm 1922 đến 1926, ông là Trợ lý Tổng Bí thư và Chánh văn phòng Ban bí thư của Ban Chấp hành Trung ương Đảng Cộng sản Liên Xô; nói cách khác Mekhlis đã trở thành thư ký riêng của Stalin.
Trong giai đoạn 1926-1930, Mekhlis theo học tại Học viện Cộng sản và Học viện tuyên giáo Hồng quân. Từ năm 1930 ông là Trưởng ban Báo chí Trung ương Đảng kiêm thành viên của Ban biên tập, và sau đó là Tổng biên tập của báo "Sự Thật". Dưới sự chỉ đạo của Mekhlis, các bản in của báo được đưa tới Leningrad bằng máy bay và người dân trong thành phố có thể mua đọc được báo "Sự Thật" mỗi ngày. Từ năm 1932, một "đường dây thư tín" vận hành bởi các phi công giỏi nhất Liên Xô dưới sự lãnh đạo của L. G. Kruze được thành lập.
Năm 1934, Mekhlis nhận bằng tiến sĩ khoa học. Từ 1937 đến 1940, Mekhlis đảm nhận chức vụ Thứ trưởng Bộ Dân ủy Quốc phòng và là Chủ nhiệm chính trị của Hồng quân Liên Xô. Từ năm 1939, ông là thành viên của Ban chấp hành Trung ương Đảng Cộng sản Liên Xô (b), trong giai đoạn 1938-1952, là thành viên của Ban tổ chức Trung ương Đảng và trong các năm 1940-1941, là Bộ trưởng Dân ủy phụ trách Ủy ban Kiểm soát của Hội đồng Dân ủy Liên Xô (Комиссия советского контроля при СНК СССР - КСК).

## Chiến tranh vệ quốc vĩ đại

### Trận bán đảo Kerch
Tháng 6 năm 1941, Mekhlis được bổ nhiệm làm Chủ nhiệm Tổng cục Chính trị và sau đó là Thứ trưởng Bộ Dân ủy Quốc phòng. Ông được phong quân hàm Chính ủy Tập đoàn quân bậc 1, tương đương quân hàm Đại tướng. Ngày 20 tháng 1 năm 1942, Mekhlis được cử làm Đại diện Đại bản doanh tại Phương diện quân Krym vào lúc lực lượng này đang tham gia chiến dịch bán đảo Kerch nhằm giải vây cho lực lượng Liên Xô đang bảo vệ Sevastopol. Và từ đấy tai vạ bắt đầu giáng lên đầu Tập đoàn quân Krym khi sự lộng quyền và kém khả năng của Mekhlis càng ngày càng bộc lộ. Phương pháp chỉ huy của ông này đã được đánh giá tại Hội nghị quân sự cấp cao tháng 5 năm 1942 của Đại bản doanh Liên Xô là quan liêu, giấy tờ, hình thức chủ nghĩa, kiêu ngạo và bất tuân thượng lệnh. Khi đánh giá Tư lệnh phương diện quân D. T. Kozlov thì Mekhlis không tiếc lời chê bai ông này là con người "tẻ nhạt", "lười thâm nhập thực tế", "không quan tâm đến hoạt động quân sự", "thường truy vấn quân nhân để trừng phạt", "tự cho mình có thẩm quyền quyết định mọi chuyện" và hơn nữa là "một kẻ nói dối nguy hiểm" và yêu cầu Stalin thay người khác làm tư lệnh. Những động thái đó của Mekhlis đã có tác hại to lớn đến việc chỉ huy quân đội khi hai lãnh đạo đứng đầu Phương diện quân Krym tập trung để đánh nhau nhiều hơn là đánh địch. Bộ Tham mưu của Phương diện quân nhiều lần đã điên đầu không biết Kozlov hay là Mekhlis là chỉ huy của Phương diện quân, và những cuộc tranh cãi vô bổ giữa hai người đứng đầu của đơn vị đã để mất vô số thời gian quý báu. Đồng thời, những cuộc "trừng phạt" các tướng lĩnh "không nghe lời" và việc lộng quyền, tự ý ra lệnh theo ý mình của Mekhlis đã gây nên những thất bại không đáng có cho Tập đoàn quân Krym. Kết quả: từ khởi đầu đầy hứa hẹn, chiến dịch Kerch trở thành một thảm họa trong đó Phương diện quân Krym mất đến 15 vạn binh sĩ thương vong cùng 1.600 pháo cối, 217 xe tăng.
Đáng nói hơn, trong một bức điện dài dòng gửi Stalin, Mekhlis đã có ý đổ mọi tội lỗi cho tư lệnh Phương diện quân Kozlov và các tư lệnh Tập đoàn quân. Tuy nhiên, Mekhlis không qua mặt được Tổng tư lệnh tối cao. Stalin đã trả lời ông ta rằng đó là một thái độ tuy tiện lợi nhưng hết sức thối tha và vô trách nhiệm. Trả lời cho việc đòi hỏi thay thế Kozlov, Stalin mỉa mai:
| “               | Đồng chí đang giữ một thái độ kỳ quặc của một quan sát viên ngoài cuộc, không nhận ra một trách nhiệm nào về những việc xảy ra ở phương diện quân Krym. Thái độ ấy rất tiện lợi, nhưng hết sức thối nát. Tại mặt trận Krym, đồng chí không phải là thanh tra nhà nước mà là đại diện có trọng trách của đại bản doanh, phải chịu trách nhiệm về mọi thắng lợi cũng như thất bại của phương diện quân... Nếu như toàn bộ tình hình đã chứng tỏ rằng quân địch sẽ tấn công từ sáng mà đồng chí đã không áp dụng các biện pháp tổ chức chống trả rồi lại ngồi thụ động phê phán thì lại càng tồi tệ hơn... Đồng chí đòi hỏi chúng tôi phải thay thế D. T. Kozlov bằng một người nào đó loại như Hindenburg? Nhưng đồng chí không thể không biết rằng chúng ta không có những Hindenburg như thế trong lực lượng dự trữ. Công việc của đồng chí ở Krym không quá phức tạp và đồng chí có thể tự cáng đáng được. Nếu như đồng chí sử dụng máy bay cường kích không phải để làm những việc thứ yếu mà để chống lại xe tăng và sinh lực địch thì địch không thể chọc thủng nổi mặt trận và xe tăng của chúng không thể tiến qua được. Đã ngồi ở Phương diện quân Krym hơn hai tháng rồi thì không cần phải là Hindenburg mới hiểu vấn đề đơn giản này. | ” |
| — I. V. Stalin, | |   |

Kết quả, Mekhlis bị kỷ luật giáng cấp xuống Chính ủy Quân đoàn (tương đương Thiếu tướng), bị cách chức Thứ trưởng Bộ dân ủy quốc phòng, cách chức Chủ nhiệm Tổng cục chính trị của Hồng quân, bị đưa ra khỏi Đại bản doanh và điều đi làm Ủy viên hội đồng quân sự Tập đoàn quân 6. Tuy nhiên, may mắn cho Mekhlis, mối quan hệ tốt trước đó với Stalin đã cứu ông ta thoát khỏi sự trừng phạt của tòa án quân sự. Khi được gọi về Moskva "nhận thông báo quyết định truy tố trước tòa án quân sự", Mekhlis được mô tả là đã quỳ xuống dưới chân Stalin và kêu lên: "Đồng chí Stalin! Xin đồng chí hãy nói với họ rằng kẻ Do Thái ngu ngốc này rất ăn năn hối hận". Stalin trầm ngâm một lúc rồi trả lời: "Được, chỉ cần anh biết tự phê bình như vậy là ổn". Và Mekhlis "qua phà" yên ổn. Trung tướng G. F. Samoilovich, khi đó là Đại tá, trợ lý về bản đồ quân sự các mặt trận của Bộ Tổng tham mưu quân đội Liên Xô đã chứng kiến và kể lại "cuộc rửa tội" vô tiền khoáng hậu này.
Gì thì gì, thảm họa Kerch cũng đã để lại một bài học đắt giá cho Mekhlis. Theo Otto Chaney, từ sau vụ việc đó Mekhlis đã tỏ ra "biết điều" hơn và chỉ tập trung lo những sự vụ đúng chuyên môn của mình chứ không còn tự tiện xen vào công việc của người khác nữa.
Trong thời gian sau đó, Mekhlis tiếp tục đảm nhiệm vai trò Ủy viên Hội đồng quân sự của một số Tập đoàn quân, Phương diện quân và dần dần được thăng chức trở lại: ngày 12 tháng 6 năm 1942, cấp bậc của Mekhlis được chuyển thành hàm Trung tướng và ngày 29 tháng 7 năm 1944 được thăng hàm Thượng tướng.

### Phương diện quân Byelorussia 2
Trong Chiến dịch Bagration, Mekhlis được bổ nhiệm làm Ủy viên Hội đồng quân sự Phương diện quân Byelorussia 2 với hàm Trung tướng. Tư lệnh Phương diện quân là Thượng tướng I. Ye. Petrov, người anh hùng trong các trận bảo vệ Sevastopol, Kavkaz và các chiến dịch giải phóng Krym. Ngay sau khi tiếp nhận Sở chỉ huy mới tại Mstislavl, giữa Mekhlis và Petrov đã xảy ra hục hặc. Trong khi Petrov và Tham mưu trưởng, Trung tướng A. N. Bogolyubov dốc sức xây dựng kế hoạch tấn công cho phương diện quân thì Mekhlis lại "ngồi lê đôi mách" với Stalin rằng Petrov không có khả năng chỉ huy, rằng ông có vẻ bệnh hoạn và hay lui tới các bác sĩ làm mất thì giờ. Điều khôi hài là trong khi tại chiến dịch bán đảo Kerch, những lời buộc tội vô căn cứ này bị Tổng tư lệnh Tối cao chỉ trích thẳng tay, thì lần này Stalin chỉ cho là tính Mekhlis vốn "xấu" như thế. Vì lợi ích của chiến dịch, không thể để một bộ máy chỉ huy một phương diện quân làm việc trong tình trạng mâu thuẫn, ngày 6 tháng 6 năm 1944, Stalin chỉ thị triệu hồi Petrov về Đại bản doanh. Ngày 5 tháng 8 năm 1944, Petrov được cử làm Tư lệnh Phương diện quân Ukraina 4 (thành lập lần 2 trên hướng Carpath). Người thay thế Petrov là Thượng tướng G. F. Zakharov, một vị tướng có kinh nghiệm chỉ huy thành công tại Tập đoàn quân cận vệ 2 ở mặt trận Krym. Tuy nhiên, Mekhlis cũng không ở Phương diện quân này lâu. Tính tình khắc nghiệt, thô bạo với đồng đội của ông này đã khiến các cán bộ quân sự của Phương diện quân không hài lòng và tháng 7 năm 1944, Mekhlis bị điều về Đại bản doanh. Người thay thế ông ta là trung tướng N. E. Subbotin, một nhà giáo dục quân sự thực thụ đã giữ cương vị này đến hết cuộc chiến tranh.

### Phương diện quân Ukraina 4
Tháng 8 năm 1944, Mekhlis được điều đi làm Ủy viên Hội đồng quân sự của Phương diện quân Ukraina 4 và công tác ở đó cho đến hết chiến tranh. Một lần nữa, ông ta lại dưới quyền của tướng Petrov (được thăng Đại tướng tháng 10 năm 1944). Theo Nguyên soái G. K. Zhukov, Đại diện Đại bản doanh, lần này mối quan hệ của hai người không có gặp trắc trở gì lớn: "I. Ye. Petrov làm việc ăn ý với Mekhiks và Petrov không có gì phàn nàn về Mekhliks." Tuy nhiên ở cương vị mới, Mekhlis tiếp tục phạm phải những sai lầm gây ra các thất bại không đáng có cho quân Liên Xô. Những báo cáo phóng đại của Mekhlis về việc quân Hungary rã ngũ và ra hàng hàng loạt đã gây nên những ảo tưởng về một chiến thắng dễ dàng cho Tổng tư lệnh Tối cao và góp phần khiến Stalin yêu cầu Phương diện quân Ukraina 2 sớm tấn công vào Budapest trong khi binh lực chưa chuẩn bị đầy đủ. Kết quả, đúng như Tư lệnh Phương diện quân Ukraina 2 R. Ya. Malinovsky dự kiến, đòn tấn công sớm này đã chịu thiệt hại lớn mà không hoàn thành mục tiêu chiến dịch. Đến tháng 3 năm 1945, Mekhlis một lần nữa liên tục yêu cầu Phương diện quân Ukraina 4 ngay lập tức thực thi Chiến dịch tấn công Moravská-Ostrava theo lệnh của Đại bản doanh trong khi binh lực của Phương diện quân chưa kịp thời hồi phục sau chiến dịch Tây Carpath. Yêu cầu này một lần nữa dẫn đến thất bại trong các cuộc tấn công đầu tiên của Phương diện quân Ukraina 4.

### Sau chiến tranh
Năm 1946, Mekhlis được bổ nhiệm làm Bộ trưởng, Chủ nhiệm Ủy ban Kiểm tra Nhà nước, nhưng vào ngày 27 tháng 10 năm 1950 thì bị huyền chức vì lý do sức khỏe. Ngày 13 tháng 2 năm 1953, ông qua đời ở tuổi 64. Thi hài ông được hỏa táng và chôn ở nghĩa trang tại chân tường Điện Kremlin.

## Nhận định về Mekhlis
A. I. Ugarov, một trong những người từng làm việc chung với Mekhlis trong năm 1928, đánh giá Mekhlis là một con người khắc nghiệt. Mekhlis cũng có mối quan hệ xấu với S. M. Kirov, lãnh đạo Đảng ủy Leningrad lúc đó.
Theo Nguyên soái không quân A. E. Golovanov, Mekhlis từng bị cách chức vì thái độ cửa quyền quá lộ liễu của ông ta:
| “                  | Stalin không thích các cộng sự của mình có một ban bệ, quá nổi bật, đặc biệt là các ủy viên chính trị. Ví dụ, sau khi biết các Ủy viên Hội đồng quân sự Bulganin và Mekhlis có một thư ký riêng và đầu bếp riêng, ông [Stalin] đã cách chức những người này. | ” |
| — A. E. Golovanov, | |   |

Theo lời của cựu Bộ trưởng Y tế, Thượng tướng Ye. I. Smirnov, vào năm 1949 khi ông đề nghị Stalin bổ nhiệm Mekhlis làm người đứng đầu một Hội đồng địa phương, Stalin đã ôm bụng cười chảy cả nước mắt và trả lời:
| “               | Đồng chí cho là có thể giao phó cho Mekhlis những công việc có tính xây dựng sao? Những cái như phá hoại, nghiền nát và hủy diệt mới là những thứ thích hợp với anh ta. | ” |
| — I. V. Stalin, | |   |

Trong hồi ký, N. S. Khruschyov đã nhận xét về Mekhlis như sau: "Đây là một con người thật sự nhiệt thành, nhưng hơi điên điên, điều này phản ánh trong sự cuồng loạn của ông ta khi ở đâu ông ta cũng nhìn thấy kẻ thù và kẻ phá hoại."
Nhà thơ, nhà văn và nhà báo F. I. Chuyev kể lại rằng trong một cuộc thảo luận diễn ra giữa Stalin và các nhà văn Makariev, Fadeyev về Mekhlis - lúc này đang là Tổng biên tập báo Sự thật, Stalin nhiều lần lặp đi lặp lại: "Mekhlis là một con người kinh khủng. Cứ yêu cầu bất cứ thứ gì đồng chí muốn, nhưng với anh ta tôi chả thể làm được gì cả."

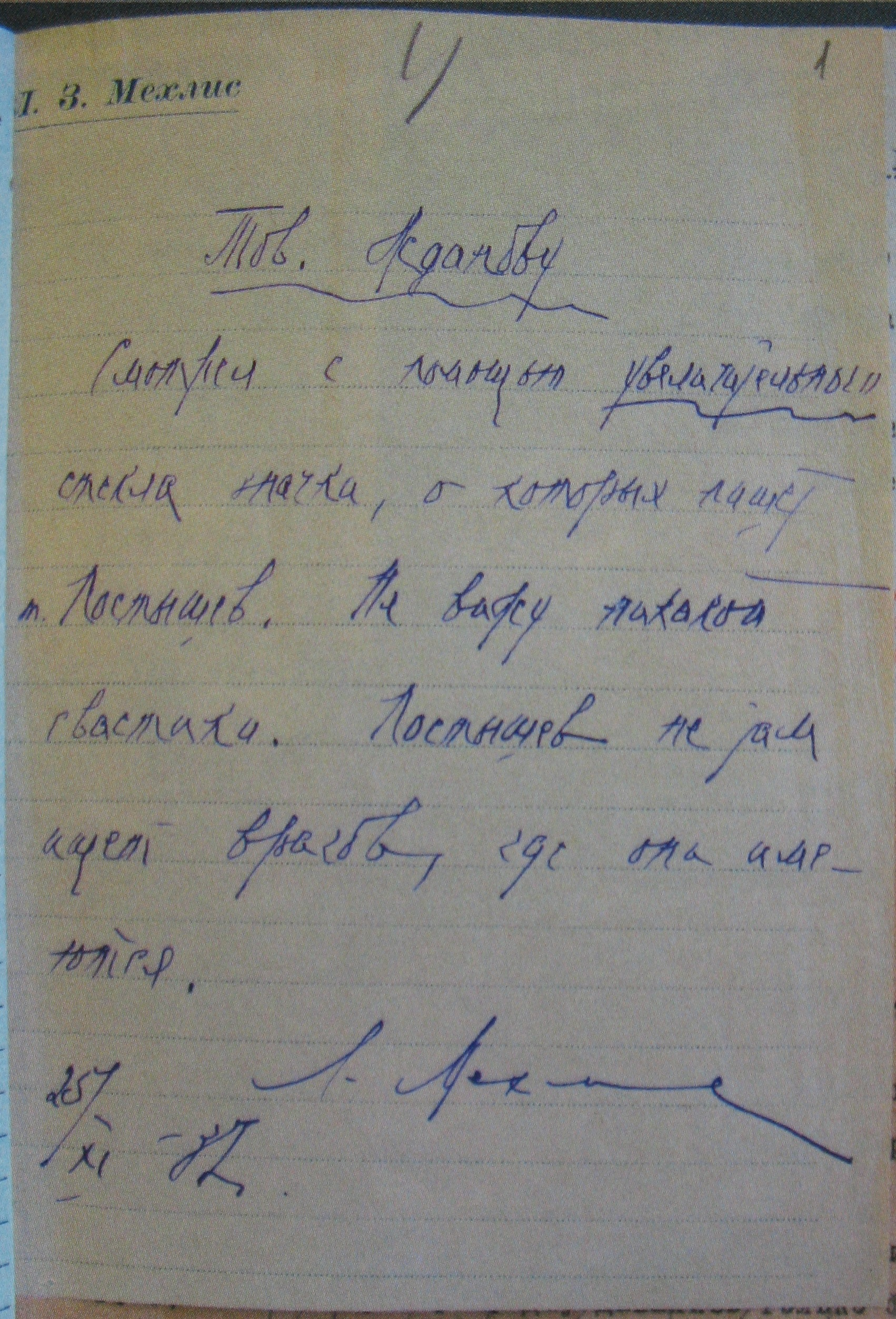
Bút ký của Mekhlis gửi cho Zhdanov năm 1937.

Trong hồi ký, Đại tướng A. V. Gorbatov đã kể lại quãng thời gian mình chịu sự "giám sát" của Mekhlis:
| “                | Trong mỗi buổi gặp mặt với tôi cho đến khi Oryol được giải phóng, Mekhlis không bỏ qua bất cứ cơ hội nào để đặt cho tôi mọi thứ câu hỏi mà có thể dồn tôi vào thế bí. Tôi trả lời một cách ngắn gọn và, rất có thể là, không phải lúc nào cũng như ông ta muốn. Tuy nhiên, rõ ràng là ông ta, dù rất khó khăn, đã thay đổi thái độ của mình đối với tôi. Khi chúng tôi đang ở Oryol, ông ta bất ngờ nói: - Lâu nay tôi đã để ý đến anh rồi, và tôi phải nói rằng tôi thích anh với tư cách là một chỉ huy cũng như một người cộng sản. Tôi đã quan sát mọi hành động của anh từ khi anh rời khỏi Moskva, và sự thật là tôi đã không tin lắm vào những điều tốt mà tôi nghe được từ anh. Bây giờ tôi thấy rằng lúc đó tôi đã sai. Nhằm cảm ơn sự thẳng thắn này, tôi trả lời: - Tôi sẽ không giấu giếm anh chuyện này rằng, hồi ở Moskva, tôi không thích anh, và tôi đã trải qua những giờ phút không dễ chịu. Tôi cũng thấy sự nghi ngờ của anh khi anh gặp tôi tại mặt trận. Nhưng tôi chỉ suy nghĩ về nhiệm vụ nhiều hơn. Tôi rất cảm ơn anh đã nói cho tôi điều đó. Sau buổi nói chuyện này Mekhlis thường xuyên đến tập đoàn quân của chúng tôi, uống trà với chúng tôi và thậm chí nói với tôi và vợ tôi một lời ngợi khen, điều này hoàn toàn không giống với phong cách của ông ta. Ông ta là một người làm việc không mệt mỏi, nhưng là một người khắc nghiệt và đa nghi, cuồng nhiệt đến mức cuồng tín, là một người có tư duy cực đoan và xơ cứng - đó là lý do tại sao công sức không phải lúc nào cũng mang lại kết quả tốt. Đặc biệt, ông ta không bao giờ để cho người khác soạn các văn bản mật mà ông ta tự viết lấy ngay từ bản thảo đầu tiên. | ” |
| — A. V. Gorbatov | |   |